# Renså
Renså est une localité du comté de Troms, en Norvège.

## Géographie
Administrativement, Renså fait partie de la kommune de Skånland.